# Medasina nigrovittata
Medasina nigrovittata là một loài bướm đêm trong họ Geometridae.